# Nicolas Gerbal
Nicolas Gerbal (* 23. Juni 1985) ist ein ehemaliger französischer Fußballspieler.

## Karriere
Gerbal rückte 2004 in den Profikader des Zweitligisten Clermont Foot auf. Allerdings musste er bis zum 27. Mai 2005 warten, als er beim 0:0 gegen den Le Mans FC in der Startaufstellung stand und damit sein Profidebüt gab. In der folgenden Spielzeit kam er auf keinen Einsatz und musste 2006 zudem den Abstieg in die dritte Liga hinnehmen. Nachdem er sich auch in dieser Klasse nicht durchsetzen konnte und lediglich ein Spiel absolvierte, wurde der Vertrag 2007 nicht verlängert. Gerbal beendete zugleich mit 22 Jahren seine Laufbahn.